# 立花山の戦い
立花山の戦い（たちばなやまのたたかい）は、天正11年（1583年）に遠藤慶隆・胤基と佐藤秀方・森長可との間で行われた戦い。

## 概要
天正10年（1582年）の山崎の戦いで明智光秀が羽柴秀吉に敗れた後、美濃国岐阜城主となった織田信孝は秀吉と対立し、北濃東濃の多くの諸将は秀吉に従ったが、郡上郡の遠藤慶隆と胤基は、信孝に与し続けた。
天正11年（1583年）1月、武儀郡の諸士は、須原（現美濃市）・洞戸（現関市）に陣を構え、郡上と岐阜の連絡を遮断した。これを知った遠藤方は300余騎（『篠脇城主東家譜記』では2,000人）で陣を攻め落とし、立花山（現美濃市）に兵を置いて固守した。1月8日、武儀郡上有知城主佐藤秀方は、秀吉の命を受けた可児郡兼山城主森長可と連合し、立花山を攻囲した。慶隆は信孝に救援を求める密使を送り、信孝は守備の功労を誉め援軍派遣を約束したが、援軍は容易に到着しなかった。
同年2月には、糧道を絶たれ馬具の熊皮まで焼いて食すようになり、木尾・三日市（ともに現郡上市美並町）の住人が酒樽に米を詰め酒と称して送り、山道から陣中に運び入れて一時の急を救ったものの、攻囲はますます厳しくなり、遠藤方は決死の突撃を覚悟した。同年4月、賤ヶ岳の戦いで柴田勝家が滅ぼされ、信孝が秀吉に降伏すると、佐藤秀方より軍使が来て信孝の敗北が知らされ、開城勧告がなされた。遠藤慶隆は石神兵庫・遠藤利右衛門を人質として送り、母野（現郡上市美並町）で両軍の和議が成って、遠藤氏は秀吉の配下に入った。
佐藤秀方は、この戦を機に秀吉の武将となり、武儀郡の大半を領有（石高2万5,000石といわれる）した。遠藤慶隆らは太閤検地の後、本領を没収され、慶隆は加茂郡小原7,500石、胤基は同郡犬地5,500石に移封された。